# Preparctia buddenbrocki
Preparctia buddenbrocki är en fjärilsart som beskrevs av Kotsch 1929. Preparctia buddenbrocki ingår i släktet Preparctia och familjen björnspinnare. Inga underarter finns listade i Catalogue of Life.